# 講義雜誌
《講義雜誌》為臺灣袖珍刊物，創刊於1987年，以月刊形式發行。該刊物內容仿照《讀者文摘》，刊載各種散文、語錄與小品專欄，讓讀者從慢活、文藝的生活態度做起，並與紐約時報等國際四大媒體合作，以提昇國人的國際觀。
因營運赤字情況惡化，最終於2021年12月發行最後一期後停刊。

## 認養講義活動
長期推廣認養活動，提供予學校或監獄受刑人。給與一積極正向之價值觀，改變人生態度、閱讀觀念；在推動提昇國民道德、品德教育，鼓勵青少年積極向上，相信有其正面的效果。

## 講義POWER教師獎
講義雜誌從2000年開始舉辦講義POWER教師獎，以期在全國各級學校選出最具創造力、影響力與生命力的教師，希望藉此表揚鼓勵優良教師，為教育界注入一股蓬勃的力量。此獎項由第九屆開始轉由公益信託星雲大師教育基金主辦。

各屆國小、國中及高中/職講義POWER教師得獎者依序如下：
| 年份   | 獲提名                                   | 獎項                  | 結果 |
| ------ | ---------------------------------------- | --------------------- | ---- |
| 2000年 | 李惠敏、林莞如、鄒玫                     | 第一屆講義POWER教師獎 | 獲獎 |
| 2001年 | 陳穎川、李秀芬、薛麗仙                   | 第二屆講義POWER教師獎 | 獲獎 |
| 2002年 | 鄧美珠、羅淑芳、蔡啟海                   | 第三屆講義POWER教師獎 | 獲獎 |
| 2003年 | 杜守正、吳美容、邱才彥                   | 第四屆講義POWER教師獎 | 獲獎 |
| 2004年 | 呂美惠、曹美惠、劉正幸；特殊榮譽，黃盛瑩 | 第五屆講義POWER教師獎 | 獲獎 |
| 2005年 | 廖婉雯、陳美伶、游富永                   | 第六屆講義POWER教師獎 | 獲獎 |
| 2006年 | 張麗玉、林靜宜、謝佩珊                   | 第七屆講義POWER教師獎 | 獲獎 |
| 2007年 | 楊文菁、張幼玫、潘瑞根                   | 第八屆講義POWER教師獎 | 獲獎 |

## 講義年度最佳作家
自2004年起講義雜誌設置了年度「最佳作家」獎項，以鼓勵為讀者帶來幸福感動的作家。

各年度美食作家、旅遊作家、漫畫作家、插畫作家得獎者依序如下：
| 年份   | 獲提名                                    | 獎項             | 結果 |
| ------ | ----------------------------------------- | ---------------- | ---- |
| 2004年 | 韓良露、葉怡蘭、朱德庸、李瑾倫            | 講義年度最佳作家 | 獲獎 |
| 2005年 | 張詠捷、劉克襄、紅膠囊、米力              | 講義年度最佳作家 | 獲獎 |
| 2006年 | 王瑞瑤、洪川、周顯宗、Rae                 | 講義年度最佳作家 | 獲獎 |
| 2007年 | 張曼娟、黃宏輝、可樂王、彎彎              | 講義年度最佳作家 | 獲獎 |
| 2008年 | 王蓉蓉‧王偉忠、謝旺霖、敖幼祥、萬歲少女   | 講義年度最佳作家 | 獲獎 |
| 2009年 | 施穎瑩、吳祥輝、尤俠、含仁                | 講義年度最佳作家 | 獲獎 |
| 2010年 | 王宣一、陳聖元、貓小姐、兔包              | 講義年度最佳作家 | 獲獎 |
| 2011年 | 吳寶春、陳維滄、季青、NOBU                | 講義年度最佳作家 | 獲獎 |
| 2012年 | 黃婉玲、褚士瑩、蔡虫、眼球先生            | 講義年度最佳作家 | 獲獎 |
| 2013年 | 周芬娜、李欣頻、毛毛蟲、WAWA              | 講義年度最佳作家 | 獲獎 |
| 2014年 | 謝忠道、邱一新、Cherng Yang馬來貘、邱承宗 | 講義年度最佳作家 | 獲獎 |
| 2015年 | 宇文正、黃誌群、小莊‧莊永新、葉懿瑩       | 講義年度最佳作家 | 獲獎 |
| 2016年 | 王浩一、黃麗穗、蒂蒂、馬丁                | 講義年度最佳作家 | 獲獎 |
| 2017年 | 焦桐、陳偉愷(D)、貝琪梨、良根             | 講義年度最佳作家 | 獲獎 |

## 萬家香「溫馨家園」童言童畫徵文徵畫比賽
萬家香醬園股份有限公司主辦、講義雜誌協辦的「溫馨家園」童言童畫甄選比賽，為鼓勵兒童細細品嘗家庭幸福的滋味，發揮繪畫與寫作才能的創意，將這幸福的滋味化成動人的篇章與美麗的圖畫。並給國家未來主人翁更多表現舞臺，留下美好且珍貴的兒時回憶。

## 獲獎紀錄[9]

### 金鼎獎
| 年份              | 獲提名   | 獎項                   | 結果 |
| ----------------- | -------- | ---------------------- | ---- |
| 77年度 第十三屆   | 講義雜誌 | 推薦優良出版品         | 獲獎 |
| 80年度 第十六屆   | 講義雜誌 | 家庭生活類雜誌出版獎   | 獲獎 |
| 81年度 第十七屆   | 講義雜誌 | 推薦優良出版品         | 獲獎 |
| 82年度 第十八屆   | 講義雜誌 | 家庭及生活類雜誌出版獎 | 獲獎 |
| 84年度 第二十屆   | 講義雜誌 | 推薦優良雜誌           | 獲獎 |
| 85年度 第二十一屆 | 講義雜誌 | 推薦優良雜誌           | 獲獎 |
| 96年度 第三十一屆 | 講義雜誌 | 最佳家庭及生活類雜誌獎 | 獲獎 |

### 中小學生優良課外讀物推介
| 年份               | 獲提名   | 獎項                     | 結果 |
| ------------------ | -------- | ------------------------ | ---- |
| 93年度 第二十三次  | 講義雜誌 | 中小學生優良課外讀物推介 | 獲獎 |
| 95年度 第二十七次  | 講義雜誌 | 中小學生優良課外讀物推介 | 獲獎 |
| 96年度 第二十九次  | 講義雜誌 | 中小學生優良課外讀物推介 | 獲獎 |
| 97年度 第三十次    | 講義雜誌 | 中小學生優良課外讀物推介 | 獲獎 |
| 102年度 第三十五次 | 講義雜誌 | 中小學生優良課外讀物推介 | 獲獎 |

## 外部連結
- 講義雜誌的Facebook專頁
- 講義雜誌聯合電子報（页面存档备份，存于）